# Agulla de Pola

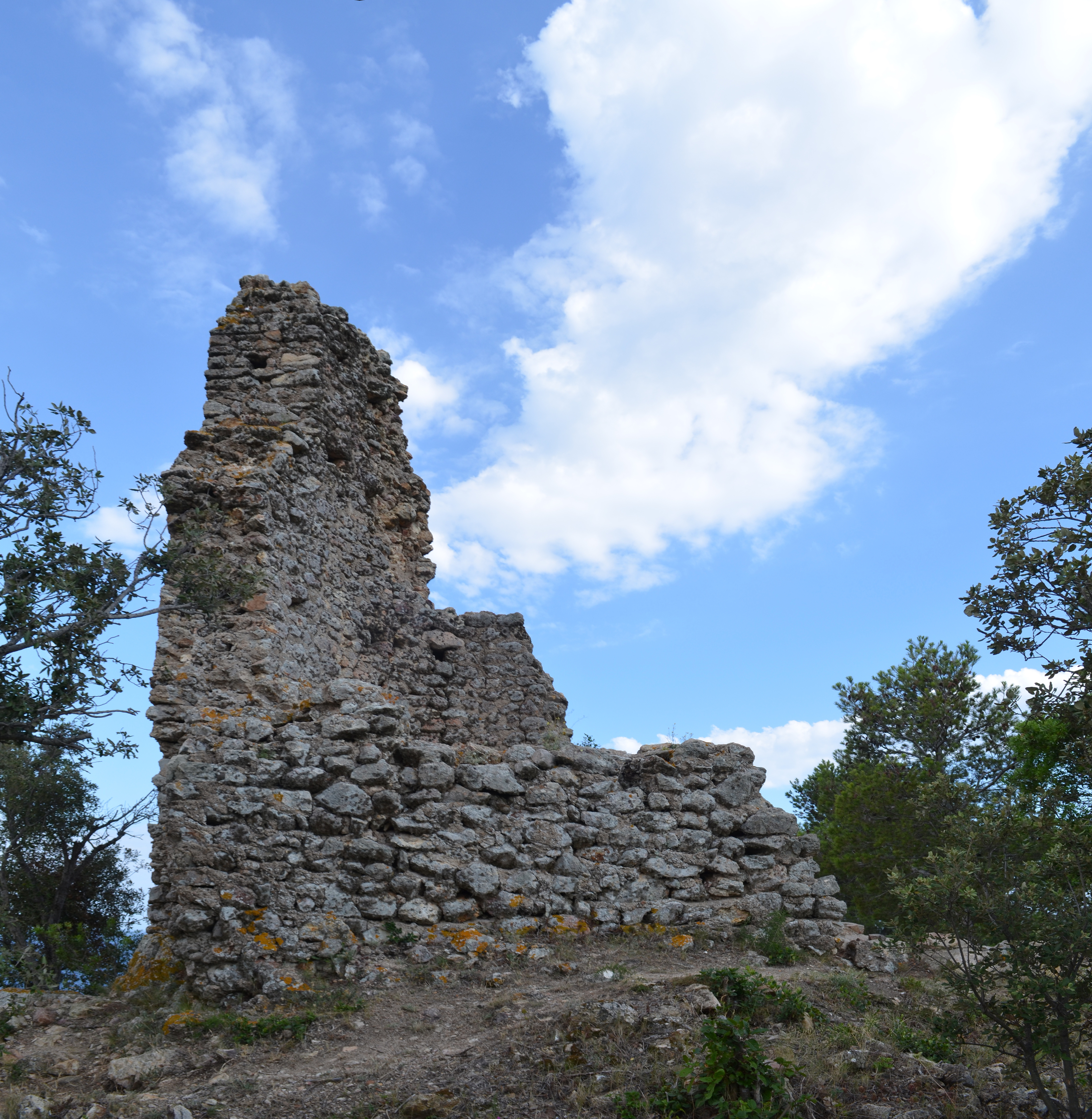
Agulla de Pola

Agulla de Pola (dt. Nadel von Pola) oder Torre de Cala Salionç (dt. Turm der Bucht Salionç) ist eine Ruine eines Wachturms in Katalonien. Er ist als Kulturdenkmal im Inventari del Patrimoni Arquitectònic Català verzeichnet.

## Lage
Drei bis vier Straßenkilometer nördlich von Tossa de Mar trennt eine kleine Halbinsel die Buchten Cala Pola und Cala Giverola. An dessen Spitze erhebt sich ein Hügel, der in das Cap de Pola übergeht. Der Turm befindet sich auf der Kuppe dieses Hügel und bietet eine weite Sicht nach Norden und freien Blick auf die Türme der Altstadt von Tossa.

## Geschichte
Der Turm besteht auf einem Rundtum, der auf den Fundamenten eines älteren viereckigen Turmes erbaut ist. Ein Wachturm an dieser Stelle wird 966 erstmals urkundlich erwähnt. Der Turm selbst ist aber älter. Ende 2006 und im Jahr 2007 erfolgten archäologische Ausgrabungen im Bereich des Turms, bei der Fundstücke aus verschiedenen Jahrhunderten gefunden wurden.

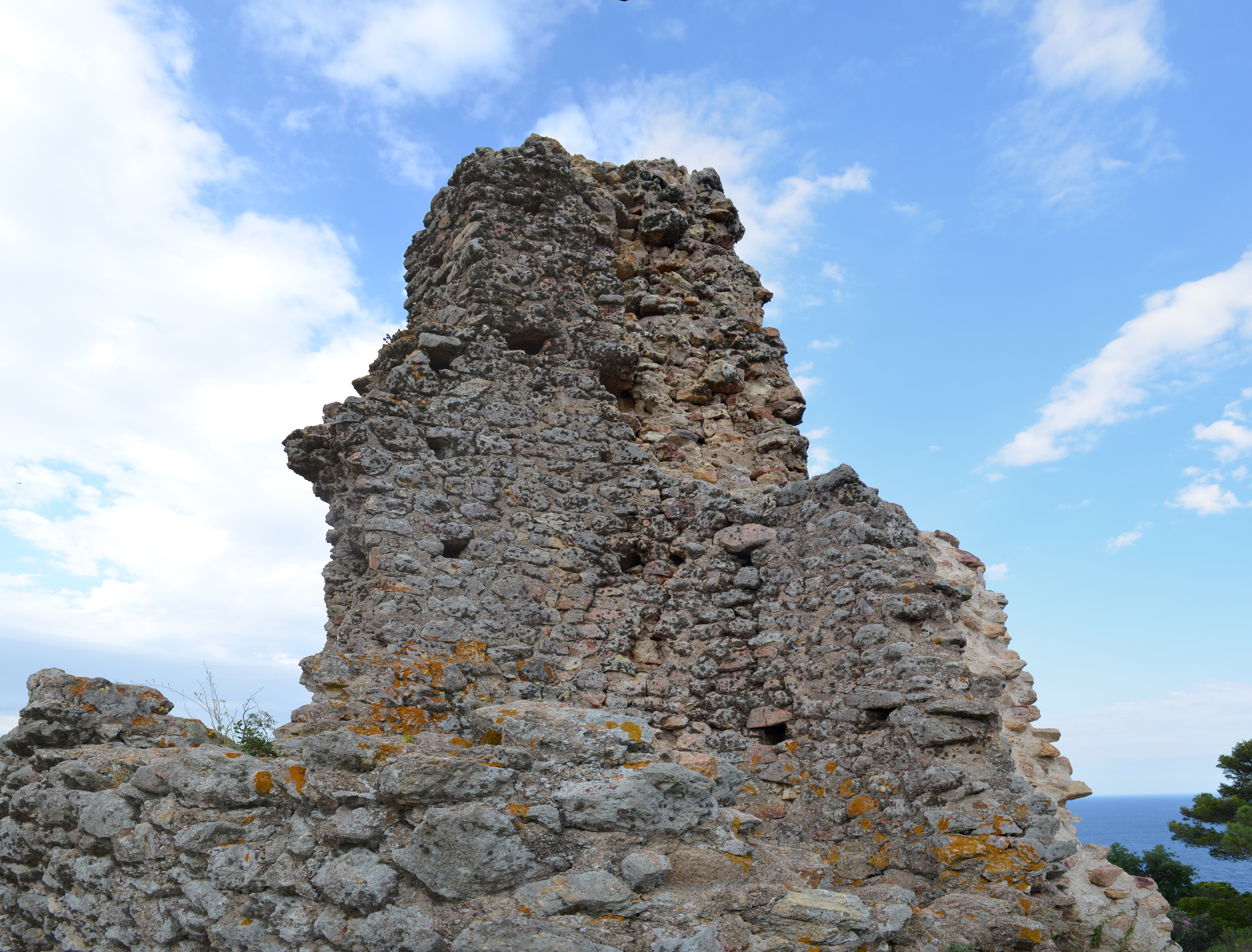
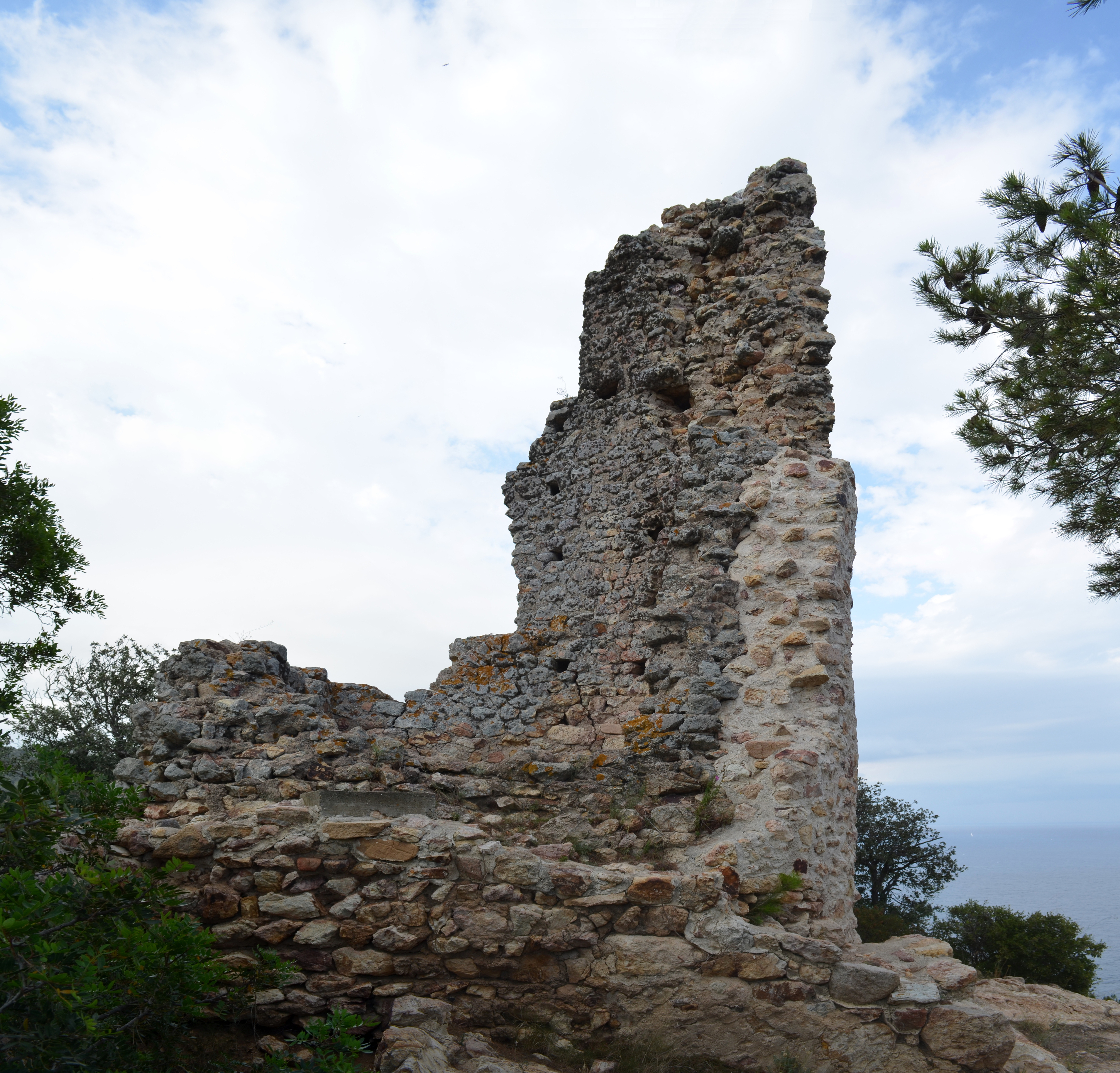
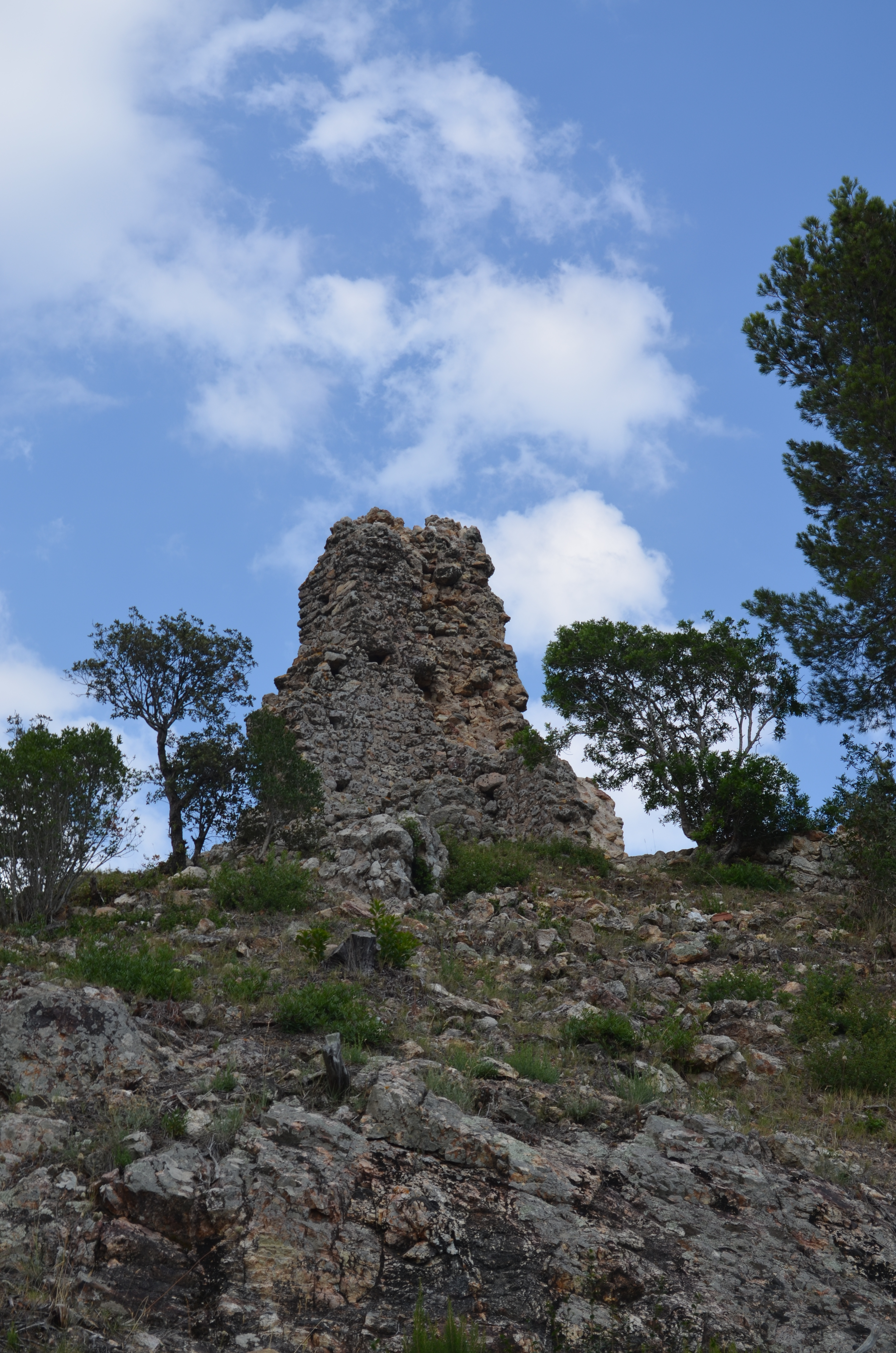
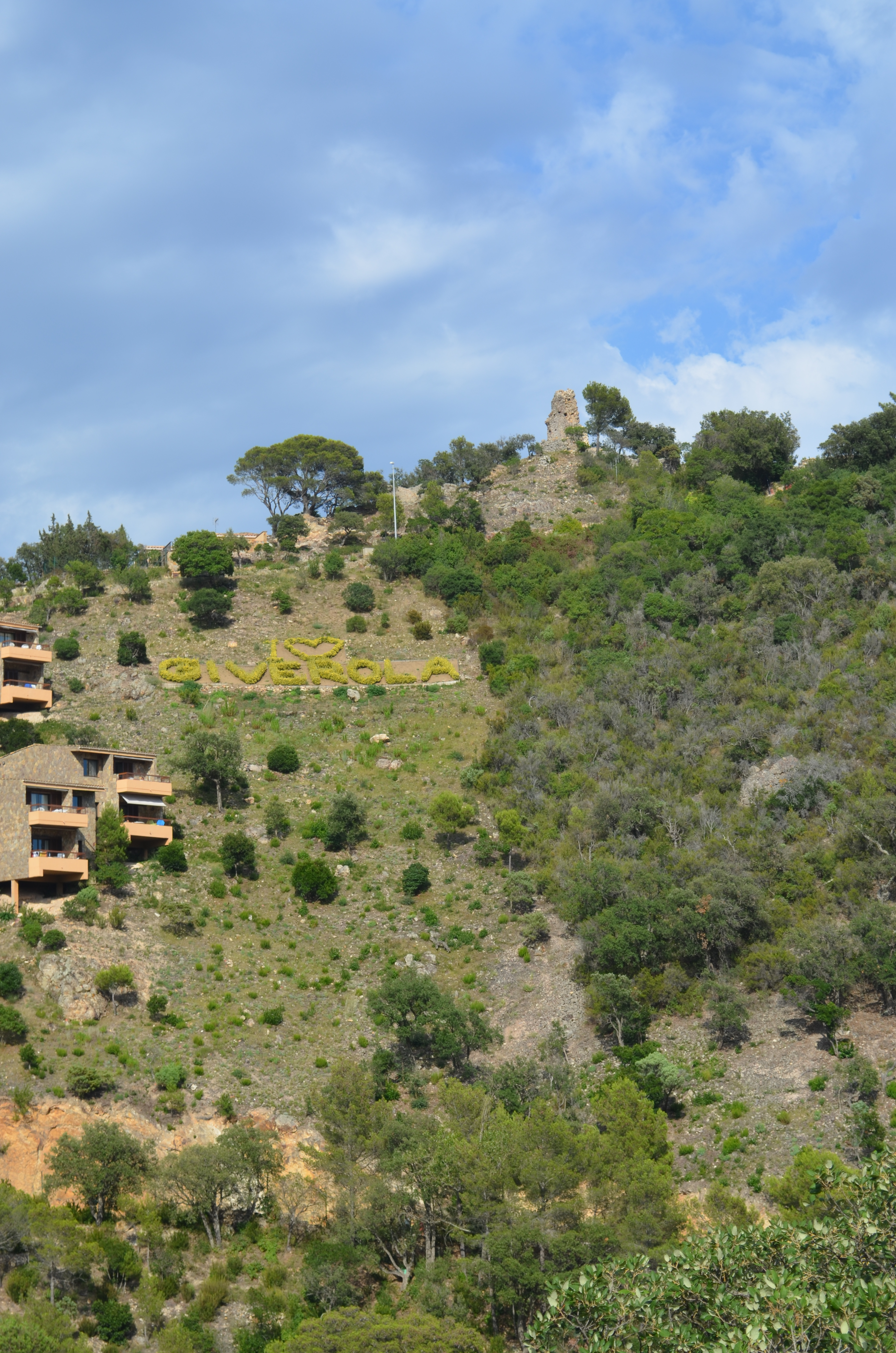
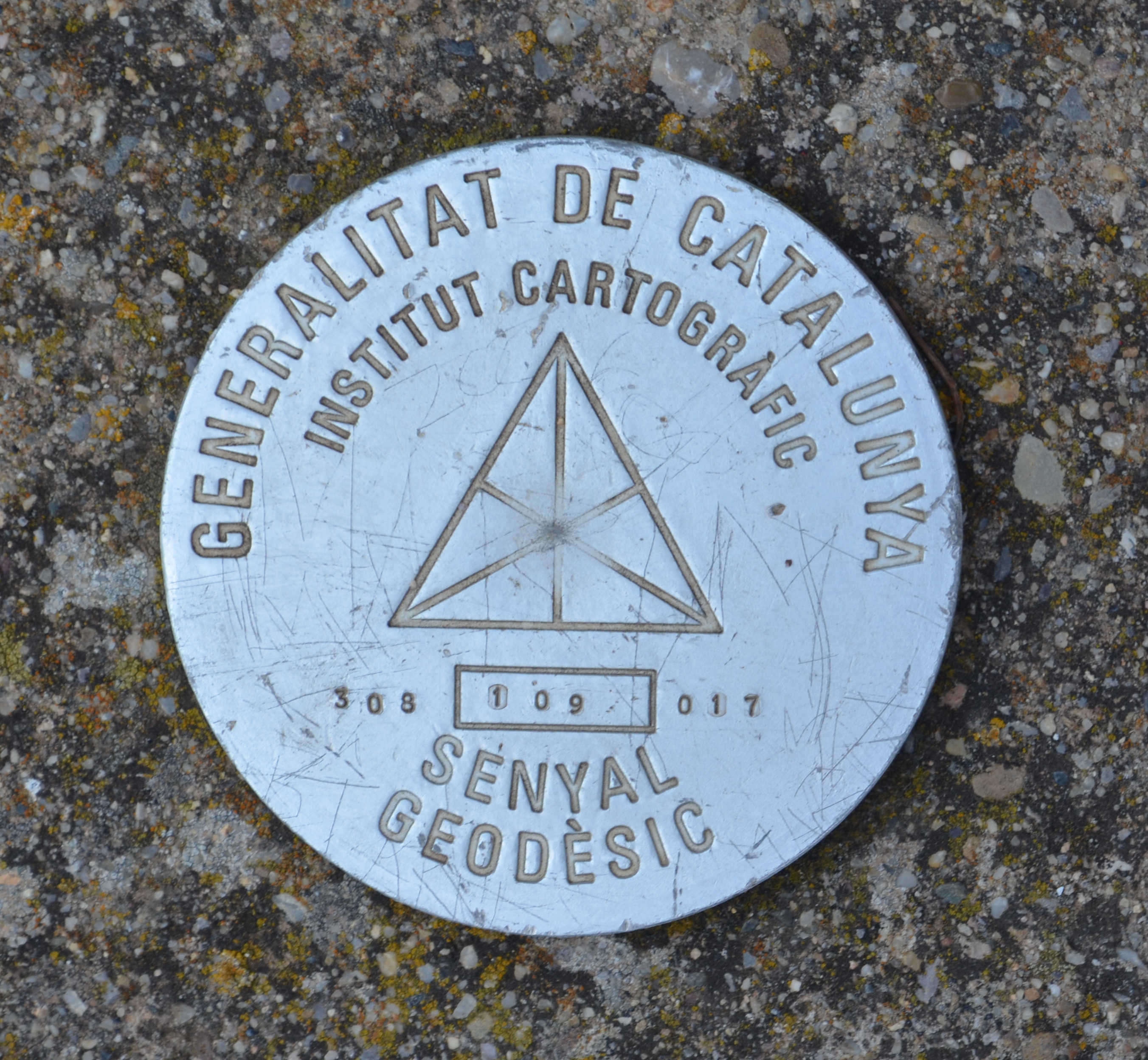